# Carlos Manuel Álvarez
Carlos Manuel Álvarez, né en 1989, est un journaliste et écrivain cubain.

## Biographie
Carlos Manuel Álvarez est né à Matanzas en 1989. Il suit des études de journalisme à l'Université de La Havane. Il est le fondateur du média El Estornudo. Ses articles et chroniques sont publiés dans de nombreux médias internationaux dont le New York Times, BBC World News, Al Jazeera ou El País.
En novembre 2020,  il soutient le Mouvement San Isidro à La Havane pour exiger la libération du rappeur cubain Denis Solis.
En mai 2021, Carlos Manuel Álvarez est lauréat du Prix international de journalisme Roi d'Espagne avec le Prix Don Quichotte pour le journalisme, pour son article « Trois filles cubaines », publié dans le magazine El Estornudo en février 2020. L'article décrit l'effondrement d'un balcon dans une rue de La Havane, tuant trois écolières qui revenaient de l'école.

## Ouvrage
- The Fallen, 2019, publié par Fitzcarraldo Editions.